# Justiniano Casas Peláez
Justiniano Casas Peláez  (Granucillo, Zamora, Castilla y León, España, 25 de febrero de 1915 - Zaragoza, Aragón, España, 15 de diciembre de 1998) fue un físico español.

## Biografía
Doctor en Físicas por la Universidad de Madrid, título que obtuvo en 1951. Catedrático de Óptica, Decano de la Facultad de Ciencias, Rector de la Universidad de Zaragoza y Presidente del C.S.I.C. Se le concedió la Medalla de Oro de la Universidad de Zaragoza el año 1998. Elegido Académico de la Real Academia de Ciencias de Zaragoza el 18 de noviembre de 1956, tomó posesión el 6 de febrero de 1957, versando su discurso sobre formación y valoración de la imagen óptica. Fue Presidente de la Academia desde 1975 hasta 1984.